# プブリウス・コルネリウス・ルフィヌス
プブリウス・コルネリウス・ルフィヌス（ラテン語: Publius Cornelius Rufinus、生没年不詳）は紀元前4世紀の共和政ローマの政治家・軍人。紀元前334年と紀元前333年に独裁官（ディクタトル）を務めた。

## 出自
パトリキ（貴族）であるコルネリウス氏族のコルネリウス・ルフィヌス家の出身。ルフィヌス家としては最高官職に達した最初の人物である。ルフィヌス家からはスッラ家が分かれており、ルキウス・コルネリウス・スッラも彼の子孫にあたる。プブリウスの孫にあたるプブリウス・コルネリウス・ルフィヌスは独裁官と執政官を二度務めているが、贅沢が過ぎるとして、監察官（ケンソル）ガイウス・ファブリキウス・ルスキヌスによって元老院から除名されている。

## 経歴
紀元前334年、執政官のスプリウス・ポストゥミウス・アルビヌスとティトゥス・ウェトゥリウス・カルウィヌスがシディキニ族（en）と戦っていたが、シディニキは多数の兵士を組織し、さらにサムニウムが同盟したとの報告が届いたため、元老院はルフィヌスを独裁官に任命した。ルフィヌスは翌紀元前333年も独裁官を続けたが、古代の資料はこの年の執政官を記録していない。このため、この年はカピトリヌスのファスティによると紀元前4世紀後半に4回あったとされる「独裁官の年」の最初の例とされている。しかし、ルフィヌスとそのマギステル・エクィトゥムのマルクス・アントニウスは、その任命が宗教的観点から問題ありとされ、辞任している。

## 参考資料
- プルタルコス『対比列伝』
- アウルス・ゲッリウス『アッティカ夜話』
- ティトゥス・リウィウス『ローマ建国史』
- T. Robert S. Broughton , The Magistrates of the Roman Republic: Volume I, 509 BC - 100 BC , New York, The American Philological Association, al.  "Philological Monographs, number XV, volume I,"1951